# Bertrand Delapierre
Pour les articles homonymes, voir Delapierre.
Bertrand Delapierre est un alpiniste et réalisateur français. Il a commencé avec des films de glisse avant de s’intéresser à l'escalade.

## Proche de Marco Siffredi
Il était le compagnon de cordée de Marco Siffredi qu'il a accompagné dans les Alpes et l'Himalaya. Il réalise, plus tard, le documentaire Marco, L'étoile filante sur la vie et la mort dans l'Himalaya de Marco Siffredi.

## Escalade et alpinisme
Il réalise de nombreux documentaires sur des ascensions en escalade. Que ce soit de l'escalade glaciaire sur laquelle, en 2003, il réalise sur une idée de François Damilano avec François Damilano, Guy Lacelle et cinq autres grimpeurs, un film, Ice Up. Sur l'escalade libre, il réalise de nombreux documentaires dont Ali Baba & Serial Climbers, avec Mathieu Bouyoud qui enchaîne la voie et Daniel Du Lac à l'assurage, et La voie du Milieu toujours avec Mathieu Bouyoud et Daniel Du Lac pour Petzl. En trad, le reportage sur Arnaud Petit qui grimpe Black Bean 8b sur coinceur. Il réalise avec les Amants des Drus un film reprenant l'historique des ascensions la face ouest des Drus.

## Films
- Arktika Incognita[2] (2018)
- À la Poursuite de l'Endurance: Sur les traces de Shackleton[3] (2015)
- Ice Up
- Marco, étoile filante
- Skippers d'altitude
- Les amants des Drus
- La sorcière blanche
- Maewan, ski freeride et alpinisme au Groenland
- Freeride aux Kouriles
- Maewan, les fjords perdus
- Du chocolat pour sauver l’Amazonie
- Grande-Bretagne, voyage aux sources de l'alpinisme, 2024, avec Vincent Perazio

## Prix
- Meilleur documentaire au festival Travel Film en Russie en 2019 à Moscou[4]
- Mention spéciale du jury pour Grand libre au grand cap au 28e Festival du film montagne d'Autrans en 2011[5]
- Prix du jury et prix du public pour Cerro Torre au Festival du très court métrage Image-Montagne en 2008 à Pau[6].
- Prix des Jeunes de la ville de Dijon pour Marco, l'étoile filante au Festival International du Film d’Aventure en 2006[7]
- Grand prix pour Marco, l'étoile filante au Festival du film d'aventure de La Rochelle en 2006[8]
- Prix du Public de l’International Freeride Film Festival de Tarbes pour Maewan, ski freeride et alpinisme au Groenland
- Grand Prix de l’Aventure du FIFAV de La Rochelle pour Freeride aux Kouriles